# Hockeyfyran
Hockeyfyran är en serie och den sjätte högsta divisionen i ishockey för herrar i Sverige, även benämnd division 4. Serien finns endast i Stockholms- och Göteborgsområdet samt Östergötland, administreras av de lokala distrikten av Svenska Ishockeyförbundet och antalet grupper kan ändras från säsong till säsong. Serien betraktas oftast som den lägsta serien i de geografiska områden där den finns, men i Stockholm finns även division 5.

## Indelning
Säsongen 2017/2018 består Division 4 av följande serier:
- Region Syd
  - Hockeyfyran A Göteborg[2]
  - Division 4, Östergötlands Ishockeyförbund [3]

- Region Öst
  - Division 4 Uppland[4]
  - Hockeyfyran Mellersta Stockholm[5]
  - Hockeyfyran Norra Stockholm[6]
  - Hockeyfyran Södra Stockholm[7]

### Webbkällor
1. ↑  Marcus Bojling (28 juni 2017). ”Serieindelning Region Öst 2017-2018”. Svenska Ishockeyförbundet. Arkiverad från originalet den 10 december 2017. https://web.archive.org/web/20171210232017/http://www.stockholmhockey.se/Nyheter/Nyheter/serieindelningregionost2017-2018. Läst 10 december 2017.
2. ↑  ”Hockeyfyran A Göteborg”. Svenska Ishockeyförbundet. http://stats.swehockey.se/ScheduleAndResults/Overview/11006. Läst 25 november 2019.
3. ↑  ”Division 4, Östergötlands Ishockeyförbund”. Svenska Ishockeyförbundet. http://stats.swehockey.se/ScheduleAndResults/Overview/10353. Läst 25 november 2019.
4. ↑  ”Division 4 Uppland”. Svenska Ishockeyförbundet. http://stats.swehockey.se/ScheduleAndResults/Overview/10872. Läst 25 november 2019.
5. ↑  ”Hockeyfyran Mellersta Stockholm”. Svenska Ishockeyförbundet. http://stats.swehockey.se/ScheduleAndResults/Overview/10874. Läst 25 november 2019.
6. ↑  ”Hockeyfyran Norra Stockholm”. Svenska Ishockeyförbundet. http://stats.swehockey.se/ScheduleAndResults/Overview/10873. Läst 25 november 2019.
7. ↑  ”Hockeyfyran Södra Stockholm”. Svenska Ishockeyförbundet. http://stats.swehockey.se/ScheduleAndResults/Overview/10882. Läst 25 november 2019.